# Rue Caisserie
La rue Caisserie est une voie marseillaise située dans le 2e arrondissement de Marseille.

## Situation et accès
Elle se situe au nord du quartier Hôtel-de-Ville, sur la rive nord du Vieux-Port. Elle part des places Daviel et Villeneuve-Bargemon, dans le prolongement de la Grand-Rue, et se termine au niveau de la place de Lenche où son axe est prolongé par la rue Saint-Laurent menant à l’esplanade de la Tourette. Elle croise l’avenue de Saint-Jean qui redescend sur le quai du Port au niveau de l'ancienne consigne sanitaire. Elle marque depuis 1943 la limite entre vieille ville préservée au nord (quartier du Panier, accessible par la montée des Accoules et par la rue Beauregard) et quartier reconstruit au sud.
Elle suit grosso modo une courbe de niveau sur la butte des Moulins, à environ 20 m d'altitude. Quatre voies piétonnes permettent de redescendre sur le quai du Port : la place Villeneuve-Bargemon à l'extrémité est de la rue ; la rue Henri-Tasso à son extrémité ouest (celle-ci commence en face de la place de Lenche par des escaliers et descend vers le Vieux-Port en offrant une perspective sur la basilique Notre-Dame-de-la-Garde) ; et deux escaliers traversant les deux tours en U dessinées par une équipe d'architectes réunie autour de Gaston Castel au début du projet de reconstruction.

## Origine du nom
La rue doit son nom aux caisseries qui s’y trouvaient dès le Moyen Âge.

## Historique
C’est historiquement, avec la « Grand-Rue », l'une des voies les plus anciennes de Marseille, trouvant son origine à l'époque grecque.
Elle s’appelait auparavant « rue Bernard-de-Caille » puis « rue des Mariet » du nom de ses propriétaires successifs.
A l'extrémité de la rue, avant la place de Lenche, se trouvait la fontaine-lavoir Saint-Lazare (une sculpture représentant le supplice de ce dernier). Elle est détruite dans les années 1930, pour des raisons de voirie.
La configuration et l'environnement de la rue sont profondément modifiés par le dynamitage de la vieille ville par les Allemands en février 1943 et par le projet de reconstruction qui a suivi entre 1945 et 1960. Séparation historique entre « ville haute » et « ville basse », elle est choisie en 1943 comme limite pour le périmètre de destruction et marque de ce fait la limite entre vieille ville préservée au nord (côté pair) et quartier reconstruit au sud (côté impair). L'aménagement de la nouvelle rue Caisserie commence dès 1945 sous la direction des services techniques de la ville. Son élargissement ainsi qu'un aplanissement partiel des terrains rasés situés en contrebas conduisent à la construction d'un mur de soutènement pour compenser le dénivelé.
Des reconstructions sont également engagées après-guerre du côté pair. Au niveau de l’immeuble portant les numéros 16 à 26 se trouvait la chapelle des Pénitents Bleus de Notre-Dame de la Pitié, œuvre fondée en 1506, installée en ce lieu, au début du XIXe siècle, dans une partie des anciens locaux des Augustines. Cette chapelle, après avoir servi d'entrepôt devient, au début des années 1920, salle de cinéma Populaire-Cinéma puis Massilia.
Elle est classée dans la voirie de Marseille le 14 décembre 1977.

## Bâtiments remarquables et lieux de mémoire
- Au tout début de la rue, côté pair, se trouve le jardin de l'église Notre-Dame-des-Accoules dans lequel un « Autel du souvenir » a été aménagé en 2019 en mémoire des victimes de l'évacuation du Vieux-Port en janvier 1943.
- Au numéro 16 se trouve actuellement la maison du Bel-Âge du Panier.
- Aux numéros 13-15 et 25-27 se trouvent les façades arrières des deux tours en U de Gaston Castel, avec les escaliers descendant vers le Vieux-Port.
- Au numéro 38 se trouve l’ancien Hôtel Salomon construit à la fin du XVIe siècle par Pierre et André Roubaud et Jean Parat pour le compte de Germain Salomon, avocat-docteur en droit. Ce dernier s'est vu accorder, par la délibération du 24 avril 1578, une prise d'un doigt d'eau[Quoi ?] en reconnaissance des services rendus. Dans la cour, la fontaine témoigne de cet avantage. Cet édifice est inscrit en totalité au titre des monuments historiques par arrêté du 14 novembre 2024.
- Au numéro 54 se trouve une voie d'accès aux anciens locaux de l’Œuvre de Notre-Dame de la Miséricorde, créée en 1578. Ces locaux ont par la suite hébergé le Bureau de l’Aide Sociale.